# 1916 en musique classique
| \| • Retour à la chronologie générale de la musique classique • \| |
| Grèce • Rome • Haut Moyen Âge • VIIIe siècle • IXe siècle • Xe siècle • XIe siècle XIIe siècle • XIIIe siècle • XIVe siècle • XVe siècle • XVIe siècle • XVIIe siècle XVIIIe siècle • XIXe siècle • XXe siècle • XXIe siècle |
| • Retour à la chronologie générale de la musique classique • |

| Années en musique classique : 1913 - 1914 - 1915 - 1916 - 1917 - 1918 - 1919    |
| Décennies en musique classique : 1880 - 1890 - 1900 - 1910 - 1920 - 1930 - 1940 |

## Événements

### Créations

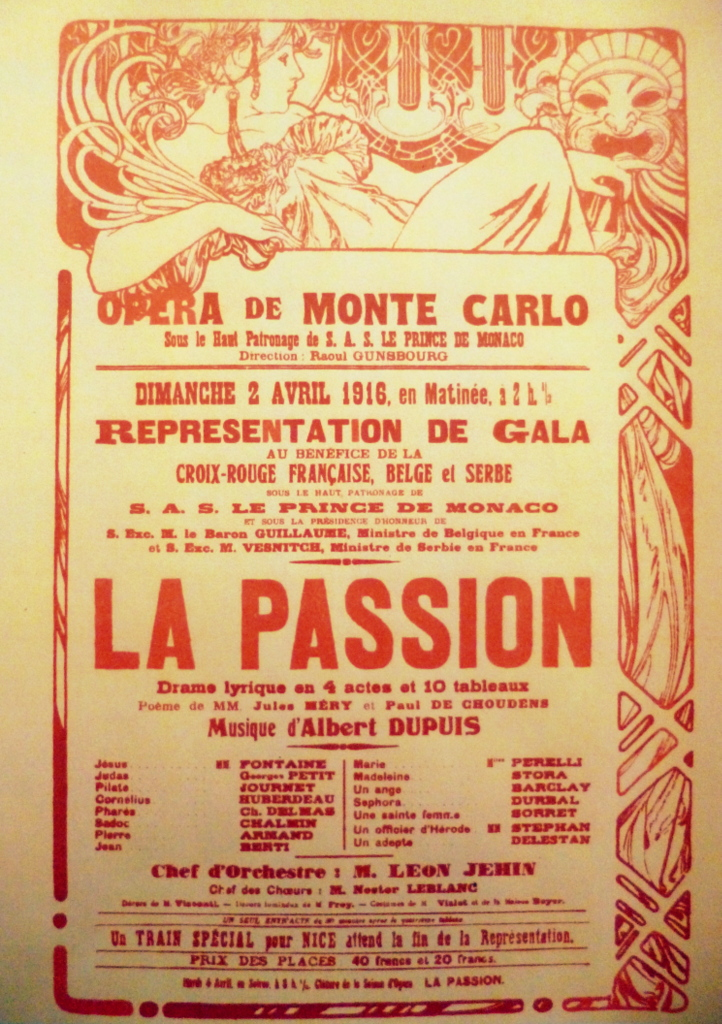
Affiche de La Passion, opéra d'Albert Dupuis.

- 7 janvier : La Péri, ballet de Paul Dukas, créé au Théâtre du Châtelet, sur une chorégraphie d'Ivan Clustine.
- 28 janvier : Goyescas, opéra d'Enrique Granados, créé au Metropolitan Opera.
- 29 janvier : la Suite scythe de Prokofiev, créée au Théâtre Mariinsky à Saint-Pétersbourg, sous la direction du compositeur.
- 1er février : la Symphonie no 4 de Nielsen, créée à Copenhague.
- 10 février : la Symphonie no 1, de Leevi Madetoja, créée à Helsinki, par l'Orchestre philharmonique d'Helsinki dirigé par le compositeur.
- 20 février : La Terre promise, oratorio de Saint-Saëns.
- 23 février : El gato montés, opéra de Manuel Penella, créé à Valence.
- 4 mars : la Sonate pour violoncelle et piano, de Debussy, créée à Londres.
- 12 mars : la Symphonie no 4, de Charles Tournemire, créée à Paris.
- 28 mars :  See America First, premier spectacle de Cole Porter.
- 2 avril : La Passion, drame lyrique d'Albert Dupuis, créé à l'Opéra de Monte-Carlo sous la direction de Léon Jehin.
- 9 avril : Nuits dans les jardins d'Espagne de Manuel de Falla, créé à Madrid par l'orchestre symphonique de Madrid, dirigé par Enrique Fernández Arbós.
- 26 mai : Jenůfa (version finale), opéra de Leoš Janáček, créé à Prague (voir 1904).
- 10 juin : Madame Sans-Gêne, opéra-comique d’Umberto Giordano.
- 16 juillet : le Requiem, de Max Reger est créé.
- 21 août : Les Ménines, ballet sur une musique de Gabriel Fauré, créé à Saint-Sébastien.
- Septembre : Original Dixieland Jass Band, créé par le cornettiste James « Nick » La Rocca à Chicago.
- 4 octobre : version finale de Ariane à Naxos, opéra de Richard Strauss, à Vienne (Autriche).
- 23 octobre : Till Eulenspiegel, ballet créé à New York sur une musique de Richard Strauss et une chorégraphie de Vaslav Nijinski.
- 10 décembre : la Sonate pour flûte, alto et harpe de Debussy, créée en exécution privée.
- 14 décembre : Création partielle (4 pièces) des Études de Debussy par Walter Rummel.
- 21 décembre : En blanc et noir pour 2 pianos de Debussy, créé par le compositeur et Jean Roger-Ducasse.
- 29 décembre : le Quatuor à cordes no 1 d'Ernest Bloch, créé à New York par le Quatuor Flonzaley.

Date indéterminée
- Composition de la Symphonie no 3 op. 10 "Västkustbilder" de Kurt Atterberg.
- Composition de la Suite pour piano de Béla Bartók.
- Composition de la Symphonie « Israël » d'Ernest Bloch (créée en 1917).
- Composition de l'opéra The Round table de Rutland Boughton.
- Composition de la Sonate pour violoncelle et piano de Frederick Delius.
- Composition de la Karelian Legend  d'Alexandre Glazounov.
- Composition de Una Aventura de Don Quijote  de Jesús Guridi.
- Composition du Concerto pour violoncelle op 36/2 de Paul Hindemith.
- Composition de la Symphonie no 4 de Charles Ives (création en 1965).

### Autres
- 17 janvier : Début de la tournée américaine des Ballets russes de Serge de Diaghilev.
- 11 février : Premier concert de l'Orchestre symphonique de Baltimore.
- Fondation de l'Orchestre symphonique de Baltimore.

## Naissances
- 3 janvier : 

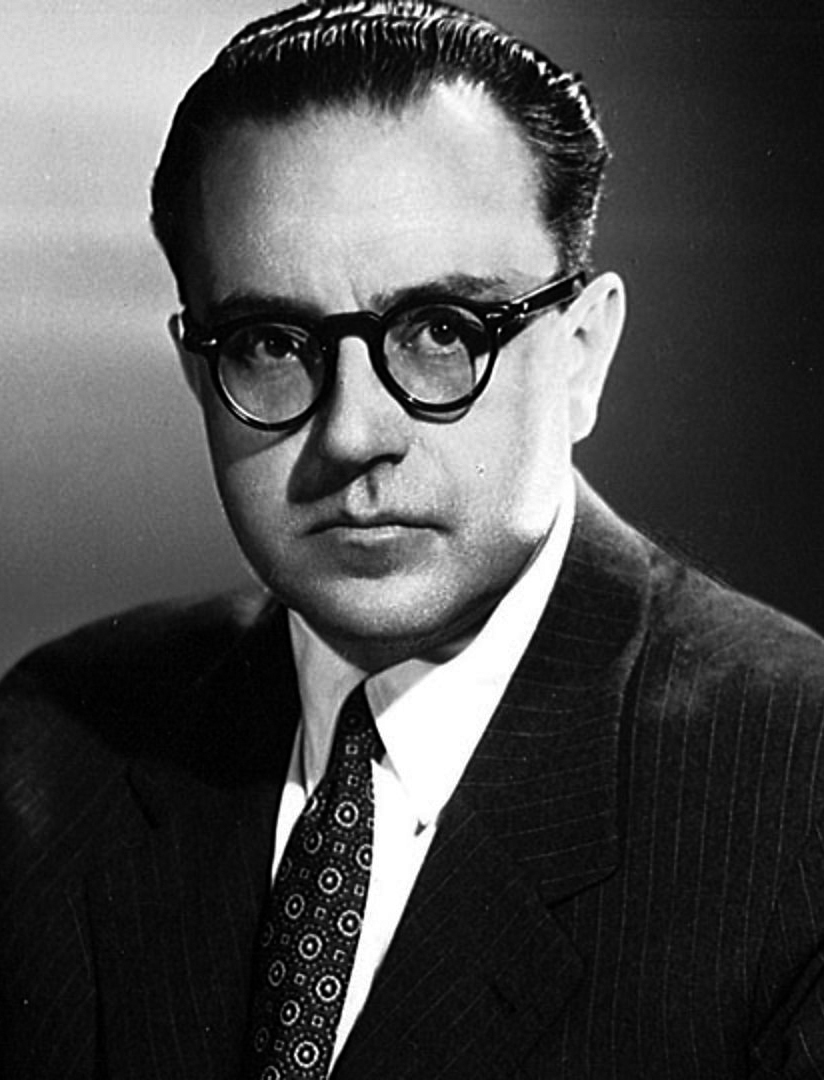
Alberto Ginastera

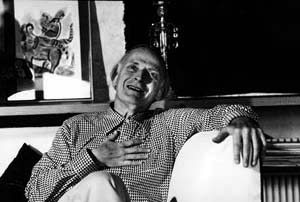
Yehudi Menuhin, en 1980

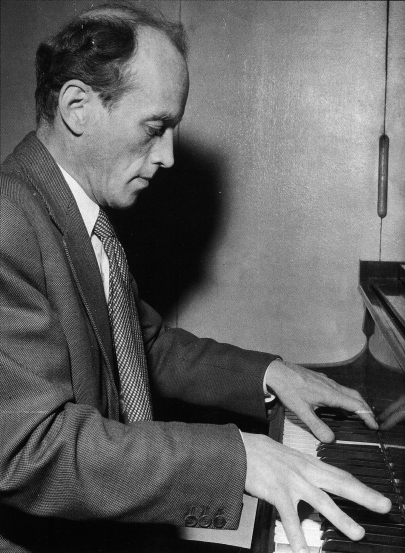
Einar Englund

  - Alfredo Bravi, prêtre, compositeur et maître de chapelle italien († 21 juillet 2001).
  - Bernard Greenhouse, violoncelliste américain († 13 mai 2011).
- 6 janvier : Philip Bezanson, compositeur et pédagogue américain († 11 mars 1975).
- 13 janvier : Øivind Eckhoff, pianiste et musicologue norvégien († 21 janvier 2001).
- 15 janvier : Denise Soriano-Boucherit, violoniste française († 5 mars 2006).
- 16 janvier : Roh Ogura, compositeur japonais († 26 août 1990).
- 22 janvier : Henri Dutilleux, compositeur français († 22 mai 2013).
- 23 janvier : Gábor Rejtő, violoncelliste hongrois († 26 juin 1987).
- 12 février : Karl Schiske, compositeur et professeur de musique autrichien († 16 juin 1969).
- 25 février : Guila Bustabo, violoniste américaine († 27 avril 2002).
- 27 février : Marie Roubaud de Cournand, élève de Frédéric Chopin († 28 octobre 1822).
- 4 mars : Cecil Aronowitz, altiste britannique († 7 septembre 1978).
- 5 mars : Ian Parrott, compositeur britannique († 4 septembre 2012).
- 6 mars : Carin Malmlöf-Forssling, organiste, chef de chœur et compositrice suédoise († 11 septembre 2005).
- 17 mars : Hilda Jerea, pianiste et compositrice roumaine († 14 mai 1980).
- 18 mars : Winton Dean, musicologue anglais († 19 décembre 2013).
- 31 mars : Édouard Woolley, ténor, compositeur, directeur musical et professeur de musique canadien († 22 décembre 1991).
- 9 avril : László Weiner, pianiste, chef d'orchestre et compositeur hongrois († 25 juillet 1944).
- 11 avril : Alberto Ginastera, compositeur argentin († 25 juin 1983).
- 22 avril : Yehudi Menuhin, violoniste et chef d'orchestre américain († 12 mars 1999).
- 30 avril : Alda Noni, soprano italienne († 19 mai 2011).
- 3 mai : Léopold Simoneau, ténor québécois († 24 août 2006).
- 5 mai : Veli Mukhatov, compositeur soviétique turkmène († 6 janvier 2005).
- 10 mai : Milton Babbitt, compositeur américain († 29 janvier 2011).
- 12 mai : Nydia Pereyra-Lizaso, compositrice et pianiste uruguayenne.
- 28 mai : Nicola Rescigno, chef d'orchestre italo-américain († 4 août 2008).
- 2 juin : Jozef Cleber, compositeur et chef d'orchestre néerlandais († 12 mai 1999).
- 15 juin : Francis Lopez, compositeur de musique français († 5 janvier 1995).
- 16 juin : Gaston Allaire, musicologue, organiste, pianiste et chef d'orchestre québécois († 15 janvier 2011).
- 17 juin : Einar Englund, compositeur finlandais († 27 juin 1999).
- 26 juin :
  - Karlrobert Kreiten, pianiste allemand († 7 septembre 1943).
  - Giuseppe Taddei, baryton italien († 2 juin 2010).
- 1er juillet : Jean Giraudeau, artiste lyrique, chef d'orchestre et directeur de théâtre français († 7 février 1995).
- 5 juillet : Lívia Rév, pianiste hongroise († 28 mars 2018).
- 17 juillet : Eleanor Steber, cantatrice américaine († 3 octobre 1990).
- 2 août : Hans Hopf, ténor allemand († 25 juin 1993).
- 9 août : Raymond Trouard, pianiste français († 17 décembre 2008).
- 15 août : François Michel, musicien et musicologue français († 2004).
- 16 août : Erna Tauro, compositrice et pianiste finno-suédoise († 4 juin 1993 (à 76 ans)).
- 18 août : Moura Lympany, pianiste britannique († 28 mars 2005).
- 25 août : Ethel Stark, violoniste québécoise († 16 février 2012).
- 14 septembre : Gérard Pichaureau, tromboniste et compositeur français († 2002).
- 25 septembre : Tolia Nikiprowetzky, compositeur et ethno-musicologue français d'origine russe († 5 mai 1997).
- 29 septembre :
  - Minao Shibata, compositeur japonais († 2 février 1996).
  - Josef Traxel, ténor allemand († 8 octobre 1975).
- 15 octobre : Chrystia Kolessa, violoncelliste et professeur († 22 juillet 1978).
- 19 octobre :
  - Karl-Birger Blomdahl, compositeur et chef d'orchestre suédois († 14 juin 1968).
  - Emil Guilels, pianiste russe († 14 octobre 1985).
- 24 octobre : Pierre Sancan, pianiste, pédagogue et compositeur français († 20 octobre 2008).
- 30 octobre : Peter Paul Fuchs, compositeur et chef d'orchestre autrichien, naturalisé américain († 26 mars 2007).
- 17 novembre : Helen Boatwright, artiste lyrique américaine, soprano († 1er décembre 2010).
- 18 novembre : József Simándy, chanteur d'opéra hongrois († 4 mars 1997).
- 26 novembre :
  - Mareo Ishiketa, compositeur japonais († 22 août 1996).
  - Gerhard Unger, ténor allemand († 4 juillet 2011).
- 29 novembre : Valentino Bucchi, compositeur et enseignant italien († 8 mai 1976).
- 3 décembre: Salvador Moreno Manzano, compositeur et historien d'art mexicain († 1999)
- 13 décembre : Nikolaï Peïko, compositeur russe († 7 janvier 1995).
- 16 décembre : Abel Carlevaro, virtuose, compositeur et professeur de guitare classique († 17 juillet 2001).
- 19 décembre : Desmond Dupré, luthiste anglais († 16 août 1974).
- 21 décembre : Carlernst Ortwein, pianiste et compositeur allemand († 22 décembre 1986).
- 22 décembre : Fernando Corena, chanteur classique suisse († 26 novembre 1984).

Date indéterminée
- Jean Roy, critique musical français († 19 septembre 2011).

## Décès

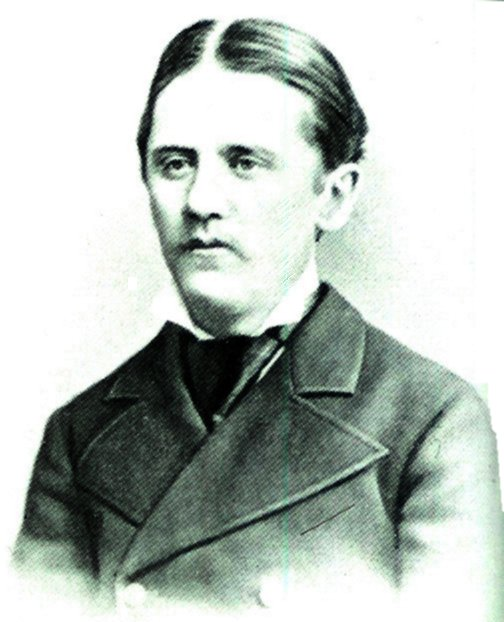
Modeste Tchaïkovski

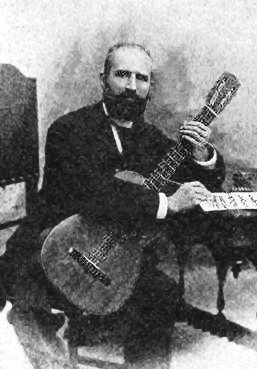
José Ferrer

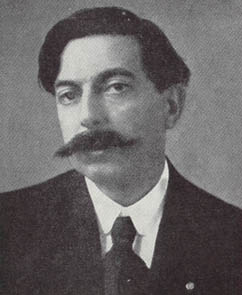
Enrique Granados

- 3 janvier : Modeste Tchaïkovski, dramaturge, librettiste d'opéra et traducteur russe (° 1er mai 1850).
- 15 janvier : Florence Everilda Goodeve, compositrice anglaise (° 24 mai 1848).
- 19 janvier : Antoine Simon, compositeur, chef d'orchestre et pianiste français (° 5 août 1850).
- 27 janvier : Cesare De Sanctis, compositeur et chef d'orchestre italien (° 15 juin 1824).
- 29 janvier : Edward Keurvels, chef d'orchestre et compositeur belge (° 8 mars 1853).
- 4 février : Adolphe Biarent, compositeur belge (° 16 octobre 1871).
- 13 mars : José Ferrer, guitariste et compositeur espagnol (° 7 mars 1835).
- 24 mars : Enrique Granados, compositeur et pianiste espagnol (° 1867).
- 11 mai : Max Reger, compositeur allemand (° 19 mars 1873).
- 17 mai : Gaston Salvayre, compositeur et critique musical français (° 24 juin 1847).
- 28 mai : Albert Lavignac, musicographe et pédagogue français (° 21 janvier 1846).
- 6 juin : Pierre Schyven, facteur d'orgues belge (° 22 décembre 1827).
- 16 juin : Léon Chic, chef de musique militaire et compositeur français (° 28 avril 1819).
- 6 juillet : Henri Kowalski, compositeur français (° 1er avril 1841).
- 7 juillet : 
  - Jules Combarieu, musicologue français (° 3 février 1859).
  - Oskar Rieding, violoniste et compositeur allemand (° 29 juin 1846).
- 24 juillet : Eugène Anthiome, compositeur français (° 19 août 1836).
- 26 juillet : Gellio Coronaro, pianiste et compositeur italien (° 30 novembre 1863)
- 27 juillet : Karl Klindworth, compositeur et chef d'orchestre allemand (° 25 septembre 1830).
- 2 août : Hamish MacCunn, compositeur, pianiste et chef d'orchestre écossais (° 22 mars 1868).
- 5 août : George Butterworth, compositeur de musique anglais (° 12 juillet 1885).
- 13 août : Fritz Steinbach, chef d'orchestre et compositeur allemand (° 17 juin 1855).
- 29 août : Frank Osmond Carr, compositeur anglais (° 23 avril 1858).
- 2 septembre : Max Schlosser, ténor allemand († 17 octobre 1835).
- 10 septembre : Friedrich Gernsheim, chef d'orchestre, pianiste et compositeur allemand (° 17 juillet 1839).
- 15 septembre : 
  - Julius Ernest Wilhelm Fučík, compositeur tchèque (° 18 juillet 1872).
  - Isidore Legouix, compositeur français (° 1er avril 1834).
- 24 septembre : Pauline Erdmannsdörfer-Fichtner, pianiste et compositrice allemande (° 28 juin 1847).
- 14 novembre : Maurice Ordonneau, dramaturge et compositeur français (° 18 juin 1854).
- 23 novembre : Eduard Nápravník, compositeur et chef d'orchestre tchèque (° 24 août 1839).
- 27 novembre : James Cutler Dunn Parker, compositeur américain (° 2 juin 1828).
- 28 novembre : Louise Filliaux-Tiger, pianiste, compositrice et pédagogue française (° 22 mai 1848).
- 2 décembre : Francesco Paolo Tosti, compositeur et pédagogue italien (° 9 avril 1846).
- 5 décembre : Hans Richter, chef d'orchestre austro-hongrois (° 4 avril 1843).
- 22 décembre : Manuel Giró i Ribé, compositeur et organiste catalan (° 1848).
- 26 décembre : Bernhard Scholz, chef d'orchestre, compositeur et professeur de musique allemand (° 30 mars 1835).
- 28 décembre : Eduard Strauss, compositeur autrichien (° 15 mars 1835).
- 31 décembre : Ernst Rudorff, compositeur allemand, pianiste, pédagogue, défenseur de la nature (° 18 janvier 1840).

Date indéterminée
- Ernesto Villar Millares, compositeur et musicologue espagnol (° 1849).
- Joseph Franzevich Friedrich, clarinettiste tchéco-russe (° 9 juin 1853).